# Муй, Энн
Энн Муй (иер. 梅愛芳, кант.-рус. Муй Ойфо́н, кит.-рус. Мэй Айфа́н; англ. Ann Mui; 10 декабря 1959, Гонконг — 16 апреля 2000, там же) — гонконгская актриса и певица.

## Биография
Муй Ойфон родилась в 1959 году в Гонконге и стала одним из пятерых детей своих родителей. Когда ей было 9 лет, её отец умер. Прибыль большой семье Муй приносил бар матери и после того, как он сгорел для семьи настали очень трудные времена.
В период с 1981 года и до окончания своей кинокарьеры в 1995 году Энн снялась в 7-ми фильмах и сериалах. Вместе со своей младшей сестрой, Анитой Муй (1963—2003), Муй выступала в качестве певицы в ночных клубах.
В 1991 году Энн вышла замуж за Пхунь Лаптака и у них родилось два сына.
Энн умерла от рака шейки матки 16 апреля 2000 года в Гонконге (Китай) в 41-летнем возрасте. 3 года спустя её младшая сестра, Анита Муй, скончалась от этой же болезни в 40-летнем возрасте.